# Желтополосый цезио
Желтополосый цезио (лат. Pterocaesio pisang) — вид морских пелагических лучепёрых рыб из семейства цезионовых (Caesionidae). Широко распространены в Индо-Тихоокеанской области. Максимальная длина тела 21 см.

## Описание
Тело удлинённое, веретенообразное, несколько сжато с боков. Два постмаксиллярных выступа. Рот маленький, конечный, выдвижной. Мелкие конические зубы на обеих челюстях, сошнике и нёбе. В спинном плавнике 10 (редко 11) колючих и 15 (редко 14 или 16) мягких лучей. В анальном плавнике 3 колючих и 12 (редко 11 или 13) мягких лучей. Спинной и анальный плавники покрыты чешуёй. Колючая часть спинного плавника покрыта чешуёй на половину её наибольшей высоты. В грудных плавниках 18—20 мягких лучей. Хвостовой плавник раздвоен. В боковой линии 63—71 чешуй.
Окраска тела варьирует в широких пределах от тёмно-красной до серебристой, несколько бледнее на брюшной стороне. Боковая линия темнее окружающего фона. На боках тела отсутствуют полосы. Рыло часто желтоватое. Пазухи грудных плавников чёрные. Кончики лопастей хвостового плавника тёмно-красного или чёрного цвета.
Максимальная длина тела около 21 см, обычно до 14 см.

## Биология
Морские пелагические рыбы. Обитают у коралловых рифов на глубине от одного до 100 м; образуют большие скопления, часто совместно с другими видами цезионовых. Питаются зоопланктоном в толще воды.

## Распространение
Широко распространены в тропических и субтропических водах Индо-Тихоокеанской области от восточного побережья Африки (отсутствуют в Персидском заливе и Красном море) до Фиджи.